# Palloptera subusta
Palloptera subusta is een vliegensoort uit de familie van de Pallopteridae. De wetenschappelijke naam van de soort is voor het eerst geldig gepubliceerd in 1924 door Malloch.